# Energia de ativação

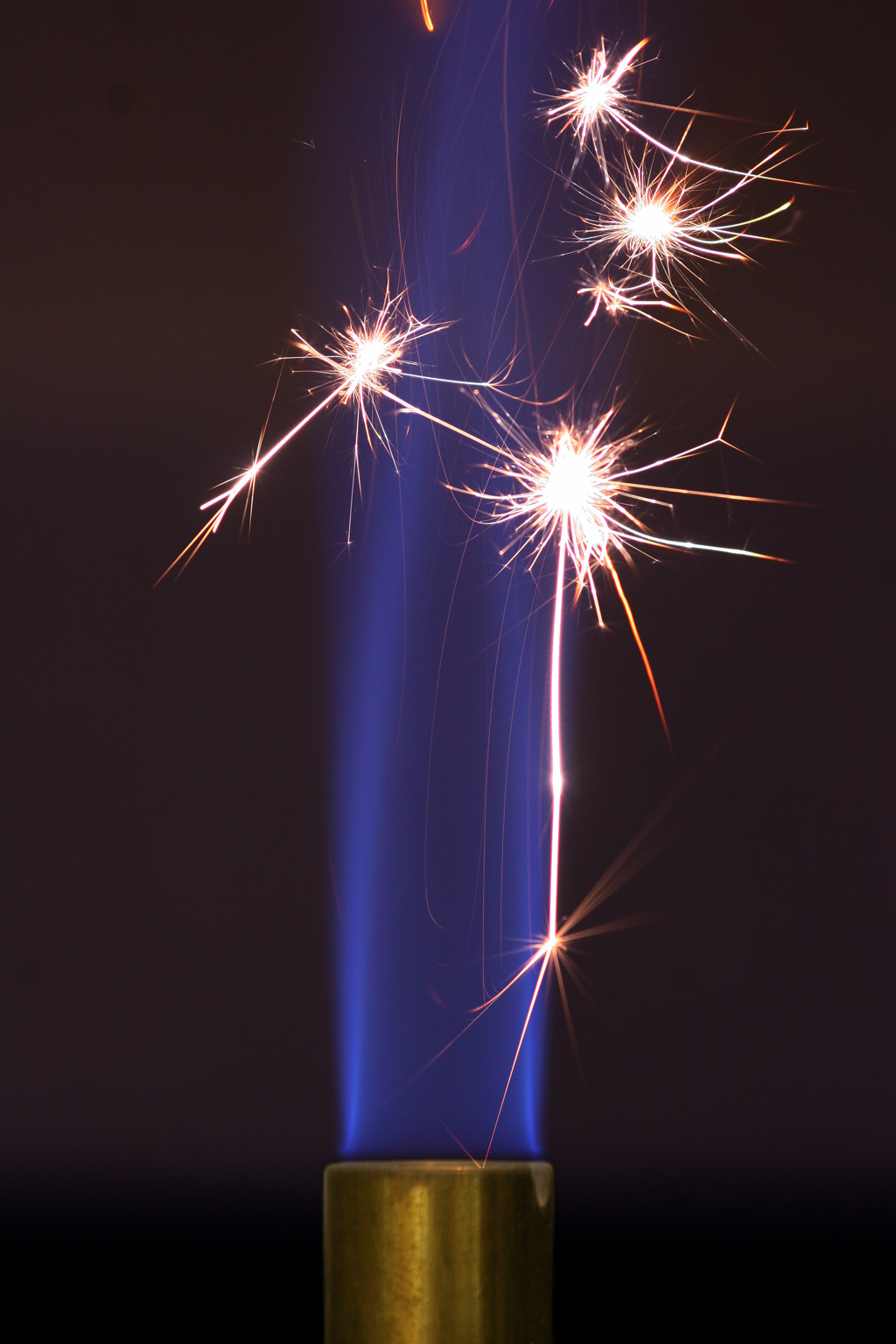
A centelha gerada por um dispositivo de aço golpeado contra um Ferrocerium provendo a energia de ativação para iniciar a combustão de um Bico de Bunsen. A chama azul irá se auto-sustentar após as fagulhas se extinguirem, porém a combustão do gás é agora energeticamente favorável.

Energia de ativação é  a energia mínima necessária para iniciar uma reação química, e o seu valor varia de reação para reação.
Conforme o modelo de colisão, essa energia vem das energias cinéticas das moléculas quando colidem. Após a colisão, a energia cinética das moléculas pode ser utilizada para esticar, dobrar e romper as ligações conduzindo às reações químicas. Quando a colisão entre as moléculas ocorre de forma eficaz tem-se o que é denominado de complexo ativado ou estado de transição; um arranjo molecular capaz de romper a barreira imposta pela energia de ativação.

## Visão geral
Conhecido como modelo de colisão, existem três coisas necessárias nesta ordem para que uma reação aconteça:
1. as moléculas devem colidir para reagirem.
Contudo, se duas moléculas simplesmente colidem, elas não irão sempre reagir; portanto, a ocorrência de uma colisão não é sempre o suficiente. A segunda exigência é que:
2. exista bastante energia (energia de ativação) para que as duas moléculas reajam.
Esta é a ideia de uma transição de estado; se duas moléculas colidem, elas devem se afastar uma da outra caso elas não possuam energia suficiente para superar a energia de ativação e transpor a transição de estado (ponto de mais alta energia). Finalmente, a terceira condição é:
3. a molécula deve ser orientada mutuamente de forma correta.
Para a reação ocorra entre duas moléculas que colidem, elas devem colidir em uma orientação correta, e possuírem um aporte de energia mínimo. Quando as moléculas se aproximam, suas eletrosferas se repelem mutuamente. Para superar esta repulsão é necessário energia (energia de ativação), a qual é tipicamente provida pelo calor do sistema; isto é, a energia de translação, vibração e rotação de cada molécula, embora algumas vezes pela luz (fotoquímico) ou campo elétrico (eletroquímico). Se existe bastante energia disponível, a repulsão é superada e as moléculas se aproximam o suficiente para que a atração entre elas provoque um rearranjo das ligações covalentes
A temperaturas baixas para uma reação em particular, a maioria das moléculas (mas não todas) não terá energia suficiente para reagir. Contudo haverá quase sempre um certo número de moléculas com bastante energia a qualquer temperatura porque a temperatura é uma medida da energia média do sistema; sendo que moléculas individuais podem ter mais ou menos energia que a média. Aumentando a temperatura, a proporção de moléculas com mais energia do que a energia de ativação cresce proporcionalmente, e conseqüentemente a velocidade da reação cresce. Tipicamente a energia de ativação é considerada como sendo a energia em quilojoule necessária para que 1 mol de reagente reaja.

## Fundamentação matemática
A equação de Arrhenius fornece a base de relacionamento entre a energia de ativação e a velocidade na qual a reação se processara. Da equação de Arrhenius, a energia de ativação pode ser expressa como
{\displaystyle E_{a}=-RT\ln \left({\frac {k}{A}}\right)}
Onde A é o fator de freqüência para a reação, R é a constante universal dos gases, e T e a temperatura (em kelvins). Quanto maior a temperatura, mais facilmente a reação será capaz de sobrepujar a energia de ativação. A é um fator espacial, o qual expressa a probabilidade das moléculas possuírem uma orientação favorável e serem capazes de se estabelecer na colisão. Para que a reação aconteça e ultrapasse a energia de ativação, a temperatura, orientação e energia das moléculas devem ser substanciais; esta equação controla a soma de todas estas coisas. Uma regra geral aproximada é que aumentando a temperatura em 10 graus irá dobrar a velocidade da reação, na ausência de quaisquer outros efeitos dependentes da temperatura, devido a um aumento do numero de moléculas que terá a energia de ativação
- http://antoine.frostburg.edu/chem/senese/101/kinetics/faq/temperature-and-reaction-rate.shtml Em falta ou vazio |título= (ajuda)

## Transição de estado

Fig-1 demonstra a relação entre energia de ativação e a entalpia de formação (ΔH) com e sem um catalisador. A posição de maior (posição pico) representa a transição de estado. Com a catalise, a energia requerida para entrar na transição de estado diminui.

O estado de transição ao longo de uma reação normal é o ponto de máxima energia livre. O estado de transição existe somente por um período extremamente breve de tempo (10−15 s). A energia necessária para alcançar o estado de transição é igual a energia de ativação da reação. Reações de multi-estágio envolvem inúmeros pontos de transição, onde a energia de ativação é igual a maior energia requerida. Depois deste período as moléculas ou se separam novamente refazendo suas ligações originais, ou as ligações são quebradas e novos produtos são formados. Isto é possível porque ambas as possibilidades resultam na liberação de energia (como mostrado no diagrama de entalpia, Fig-1, ambas as posições são mais baixas que o estado transição). Uma substância que modifica o estado de transição diminuindo a energia de transição é denominada como catalisador; um catalisador biológico é denominado enzima. É importante notar que um catalisador diminui a energia de ativação; isto não muda a energia do produto remanescente e somente a energia de ativação é alterada (diminuída).